# Wronowy
Wronowy – wieś w Polsce położona w województwie kujawsko-pomorskim, w powiecie mogileńskim, w gminie Strzelno.

## Podział administracyjny
W latach 1975–1998 miejscowość administracyjnie należała do województwa bydgoskiego.

## Demografia
Według Narodowego Spisu Powszechnego (III 2011 r.) liczyła 341 mieszkańców. Jest siódmą co do wielkości miejscowością gminy Strzelno.

## Grupy wyznaniowe
Wieś jest siedzibą parafii św. Ignacego Loyoli.